# Kloosterplan van Sankt Gallen

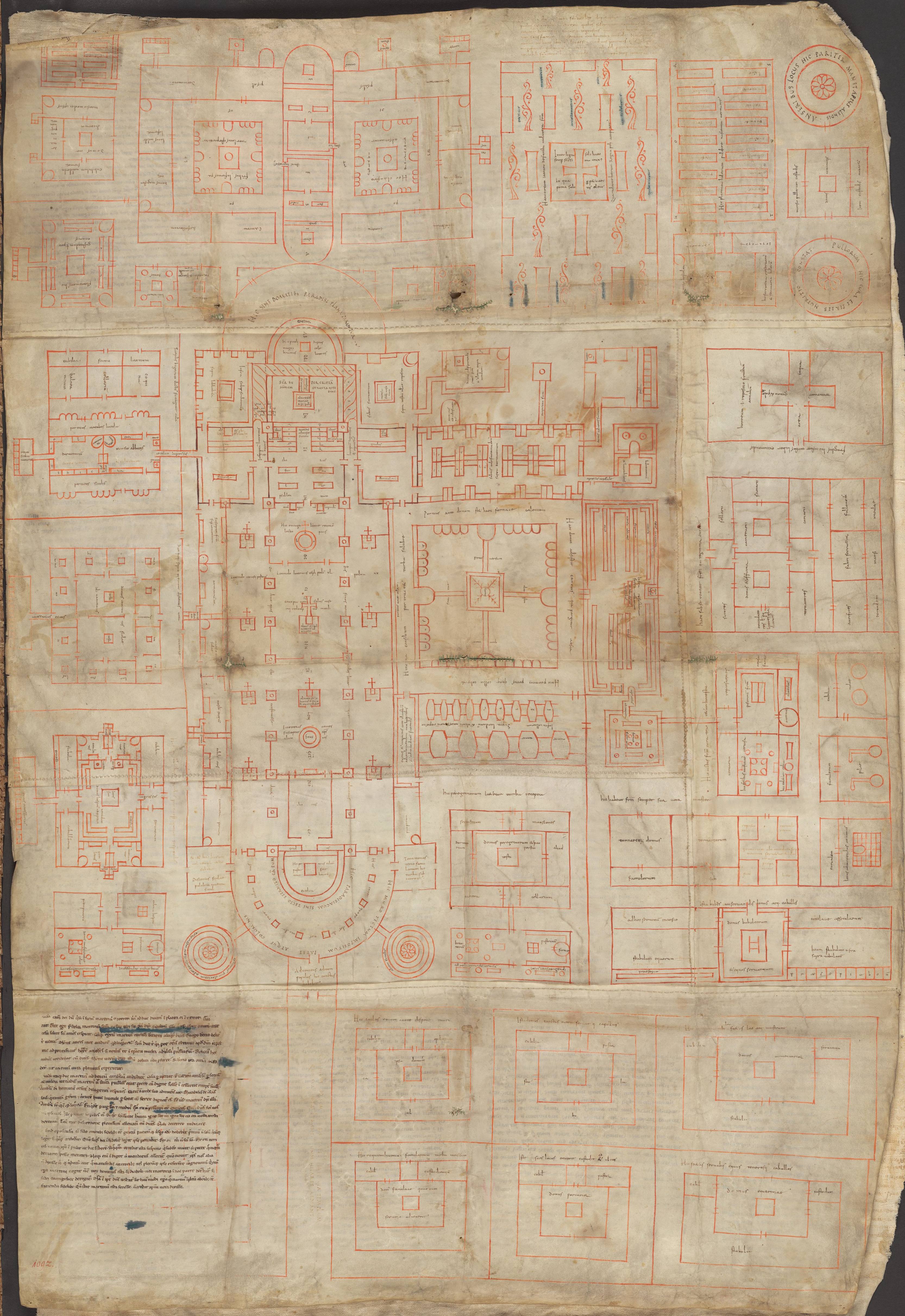
Kloosterplan van Sankt Gallen. Reichenau, vroeg 9e eeuw.

Het Kloosterplan van Sankt Gallen is een beroemde middeleeuwse architectonische tekening van een christelijk klooster uit de vroege 9e eeuw. Het is bewaard gebleven in de Stiftsbibliotheek van Sankt Gallen in Zwitserland.
Het is de enige overgebleven belangrijke architectonische tekening uit de periode tussen de Val van het West-Romeinse Rijk en de 13e eeuw, die ongeveer 700 jaar heeft geduurd. Het grondplan wordt beschouwd als een nationale schat van Zwitserland en wordt door moderne geleerden, architecten, kunstenaars en tekenaars als zeer interessant gezien vanwege zijn unieke karakter en schoonheid en de inzichten die het biedt in de middeleeuwse cultuur.

## Overzicht
Het plan geeft een ontwerp van een benedictijns klooster dat is samengesteld uit kerken, huizen, stallen, keukens, werkplaatsen, een brouwerij, een ziekenboeg en zelfs een speciaal huis voor aderlatingen. Het ontwerp werd overigens nooit daadwerkelijk gerealiseerd. Het plan is vernoemd naar de Abdij van Sankt Gallen waar het in de beroemde kloosterbibliotheek sinds de middeleeuwen tot op de dag van vandaag is bewaard. Het werd getekend in een scriptorium in Reichenau in het derde decennium van de 9e eeuw, opgedragen aan de abt Gozbert (816-836) van Sankt Gallen.

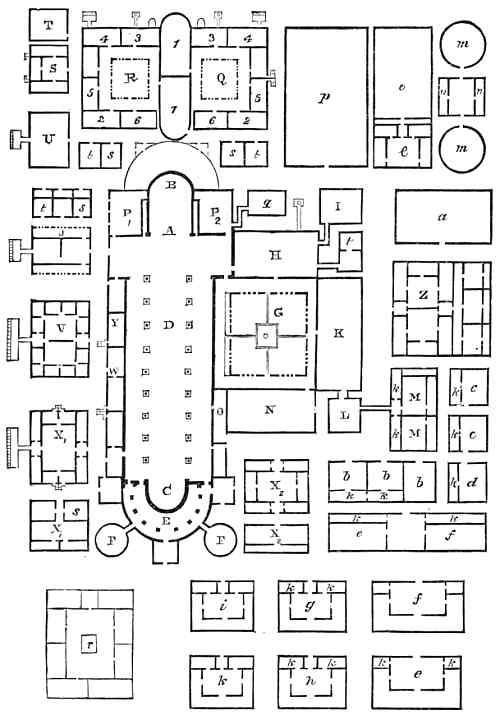
Een kopie van het plan

Het plan bestaat uit vijf stukken perkament die aan elkaar zijn genaaid en meet 113 cm bij 78 cm. Het is getekend in lijnen met rode inkt voor de gebouwen, en bruine inkt voor geschreven inscripties. Het is getekend op een "ongewone" schaal van 1:192 (Lorna Price, 1982 stelt dat deze schaal overeenkomt met 1/16 van een voet, waarmee het geheel goed op het stuk perkament paste). De ommezijde van het plan was beschreven in de 12e eeuw, nadat het was gevouwen in boekvorm, met het leven van Martinus van Tours door Sulpicius Severus. In enige bijlagen bestaande uit zo'n 350 gedeeltelijk rijmende verzen, het handschrift van twee verschillende schrijvers, waarin de functies van de gebouwen beschreven worden. De dankbetuiging aan abt Gozbert is geschreven in de marge.
Omdat het plan niet overeenkomt met enige plek waar daadwerkelijk gebouwd is, wordt vrijwel elk aspect ervan door moderne geleerden betwist. Nog steeds discussiëren zij over vraagstukken als welk systeem van de meting werd gebruikt, of de getekende schaal voor het gehele plan geldt of gewijzigd is voor verschillende elementen, of het plan is een kopie van een verloren prototype is of het origineel en of het weerslag is van een enkel individu of die van de geestelijke raad.
Ondanks al deze open vragen, is er veel bekend geworden over het middeleeuwse leven dankzij het plan. De afwezigheid van verwarming in de eetzaal kan bijvoorbeeld niet een vergissing zijn, maar was bedoeld om het overmatig genot van eten te ontmoedigen. Een ander detail: in de verblijven voor de 120 tot 150 monniken, gasten en bezoekers, waren er naar verhouding meer wc-brillen dan de moderne hygiënecode voorschrijft.

### De dankbetuiging
Het plan was opgedragen aan Gozbertus, de abt van Sankt Gallen van 816 tot 836. De tekst luidt in vertaling:
Voor u, mijn liefste zoon Gozbertus, heb ik dit summier geannoteerde exemplaar van de kloostergebouwen getekend, zodat u er met uw kennis van zaken naar kunt kijken en ziet hoe toegewijd ik ben, waarbij ik erop vertrouw dat u niet zult denken dat ik te langzaam aan uw wensen heb voldaan. Denk echter niet dat ik dit heb uitgewerkt in de veronderstelling dat u door mij onderwezen moet worden. Ik heb deze tekening uit liefde voor God en uit broederlijke vriendschap voor u alleen gemaakt. Vaarwel in Christus, ons altijd indachtig. Amen.
De oorspronkelijke Latijnse tekst van het opschrift luidt:
Haec tibi dulcissime fili cozb(er)te de posicione officinarum paucis examplata direxi, quibus sollertiam exerceas tuam, meamq(ue) devotione(m) utcumq(ue) cognoscas, qua tuae bonae voluntari satisfacere me segnem non inveniri confido. Ne suspiceris autem me haic ideo elaborasse, quod vos putemus n(ost)ris indigere magisteriis, sed potius ob amore(m) dei tibi soli p(er) scrutinanda pinxisse amicabili fr(ater)nitatis intuitu crede. Vale in Chr(ist)o semp(er) memor n(ost)ri ame(n).

## Afgeleide werken

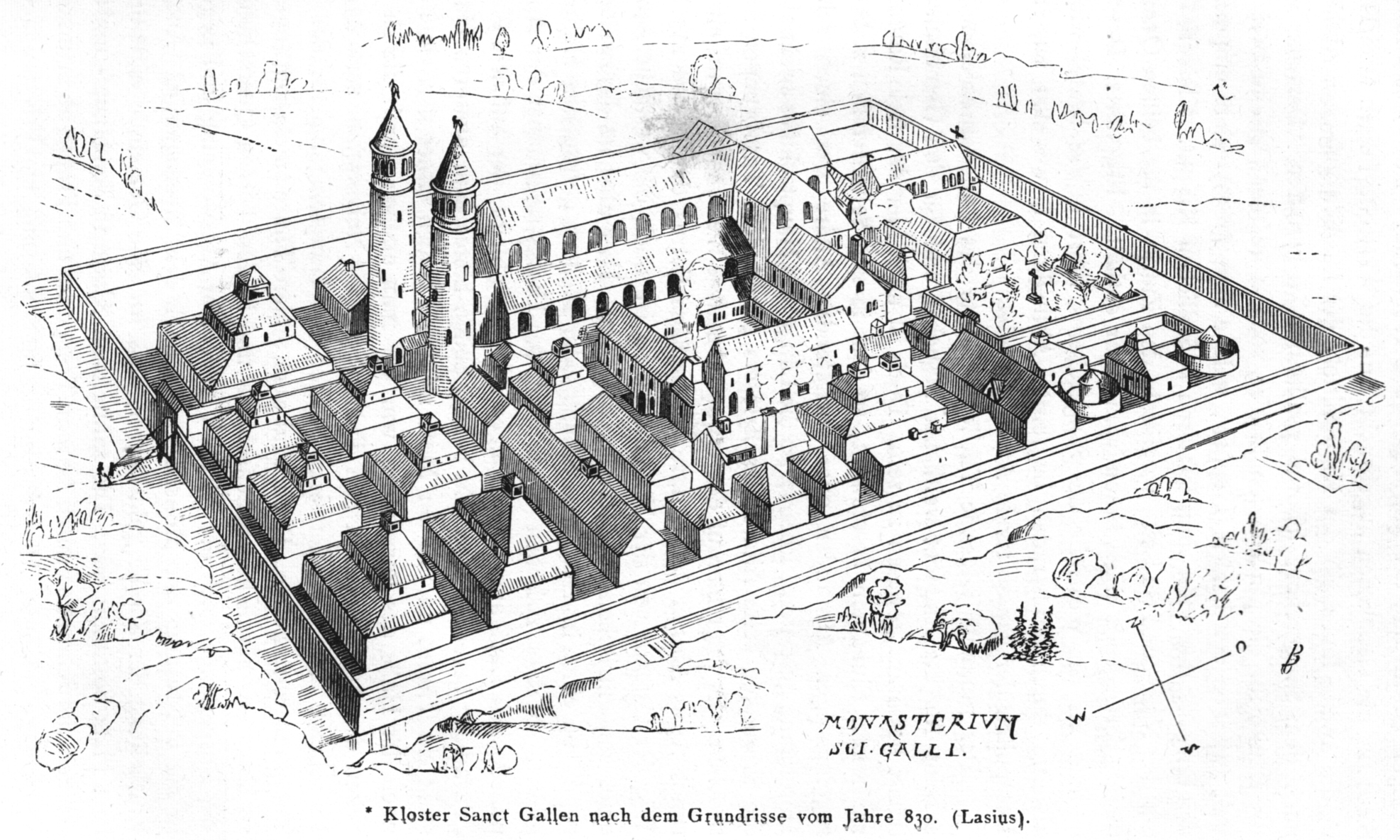
Reconstructie van de gebouwen in het plan door Rahn, 1876..

### Horn en Born
Walter Horn en Ernest Born publiceerden in 1979 een driedelige The Plan of St. Gall (Berkeley, Californië, University of California Press), dat algemeen wordt beschouwd als het definitieve werk in het Engels. Op basis hiervan is in 1982 een ingekorte versie verschenen onder de titel The plan of St. Gall in brief (Het plan van St. Gallen - In het kort).
Volgens Horn was het plan een kopie van een origineel ontwerp van een ideaal klooster, en was het vervaardigd tijdens de twee Karolingische synodes gehouden in Aken in 816 en 817. Het doel van deze synodes was om benedictijnse kloosters te vestigen in het Karolingische rijk als bolwerk tegen de oprukkende christelijke monastieke missionarissen uit Groot-Brittannië en Ierland, die Keltische levensstijl naar het Europese vasteland wilden brengen.

### Umberto Eco
Volgens Earl Anderson (van de Cleveland State University) is het waarschijnlijk dat Umberto Eco verwijst naar het plan in zijn roman De naam van de roos :
In het boek wordt gesproken van "misschien groter, maar minder goed geproportioneerd" (p. 26). Adso, een personage in het boek, noemt de werkelijke kloosters die hij had gezien in Zwitserland en Frankrijk (Sankt Gallen, Cluny, Fontenay). De standaard "verhouding" wordt echter het best benaderd in het Karolingische (9e-eeuwse) "Plan van Sankt Gallen", dat een voorstelling biedt van een architectonisch plan voor een ideaal klooster.

### Modellen
Het plan heeft een lange traditie van modelbouw. Zo bouwde Ernest Born met anderen in 1965 een schaalmodel van het plan voor de tentoonstelling "Het tijdperk van Karel de Grote" in Aken, Duitsland. Dit model werd de inspiratie voor zijn boek uit 1979, en het was ook het eerste model in een traditie van het modelleren van het plan. Meer recent is het plan in diverse CAD-softwareprogramma's als voorbeeld uitgewerkt.